# Osric Chau
Osric Chau (Vancouver, 20 luglio 1986) è un attore canadese.

## Biografia
È noto per i ruoli di Kevin Tran in Supernatural e di Vogel in Dirk Gently - Agenzia di investigazione olistica. 
Ha collaborato con altre persone in un canale YouTube chiamato “The Hillywood Show”, dove faceva parodie di The Walking Dead, Supernatural e Sherlock.

## Filmografia

### Cinema
- Rasa, regia di Frances Fee (2009)
- 2012, regia di Roland Emmerich (2009)
- Gardenesque, regia di Koichiro Izumi (2009)
- Wo zhi nv ren xin, regia di Daming Chen (2011)
- Elixir, regia di Jennifer Schwerin (2011)
- Must Come Down, regia di Osric Chau (2012)
- L'uomo con i pugni di ferro (The Man with the Iron Fists), regia di RZA (2012)
- Fun Size, regia di Josh Schwartz (2012)
- Return of the Dragon Returns in 60 Seconds, regia di Stanley Tsang (2012)
- The Akira Project, regia di Nguyen-Anh Nguyen (2014)
- The Perfect Divorce, regia di Jia Feng (2014)
- The Young Kieslowski, regia di Kerem Sanga (2014)
- Next Like, regia di Milton Ng (2014)
- Kung Fu Zombie, regia di Milton Ng e Brendan Rae (2014)
- Beyond Redemption, regia di Bruce Fontaine (2015)
- Temple, regia di Nguyen-Anh Nguyen (2015)
- Killing Poe, regia di Nathan Andrew Jacobs (2016)
- The Deadlight, regia di Wasef El-Kharouf (2016)
- The Matchbreaker, regia di Caleb Vetter (2016)
- Boone: The Bounty Hunter, regia di Robert Kirbyson (2017)
- Lost in Transit, regia di Stanton Chong (2017)
- Status Update, regia di Scott Speer (2018)
- Tokyo Ghoul: Re - Anime, regia di Michael J. Murphy (2018)  cortometraggio

### Televisione
- Halo 4: Forward Unto Dawn, regia di Stewart Hendler (2012)
- Supernatural – serie TV, 19 episodi (2012-2019)
- Dirk Gently - Agenzia di investigazione olistica (Dirk Gently's Holistic Detective Agency) – serie TV, 15 episodi (2016-2017)
- The Flash – serie TV, 3 episodi (2019-2021)
- Arrow – serie TV, un episodio (2020)
- Legends of Tomorrow – serie TV, un episodio (2020)
- Morning Show Mysteries – serie TV, un episodio (2021)
- Avatar - La leggenda di Aang (Avatar: The Last Airbender) – serie TV, episodio 1x03 (2024)

## Doppiatori Italiani
Nelle versioni in italiano delle opere in cui ha recitato, Osric Chau è stato doppiato da:
- Gabriele Patriarca in The Flash, Arrow, Legends of Tomorrow
- Manuel Meli in Supernatural, Dirk Gently - Agenzia di investigazione olistica
- Francesco Valeri in Morning Show Mysteries
- Marco Benedetti in Halo 4: Forward Unto Dawn